# Gerald Kohl
Gerald Kohl (* 20. Juni 1965 in Wien) ist ein österreichischer Rechtswissenschaftler.

## Leben
Er absolvierte ein Diplomstudium der Rechtswissenschaften an der Universität Wien, 1989 Magister iuris, anschließend Doktoratsstudium, 1993 Promotion. Nach der Habilitation 2005 für die Fächer „Österreichische und Europäische Rechtsgeschichte einschließlich Verfassungsgeschichte der Neuzeit“ sowie „Europäische Privatrechtsentwicklung“ wurde er 2006 außerordentlicher Universitätsprofessor in Wien.
Er ist Mitglied der Vereinigung für Verfassungsgeschichte.

## Schriften (Auswahl)
- Jagd und Revolution. Das Jagdrecht in den Jahren 1848 und 1849. Berlin 1993, ISBN 3-631-46349-9.
- Die Anfänge der modernen Gerichtsorganisation in Niederösterreich. Verlauf und Bedeutung der Organisationsarbeiten 1849–1854. St. Pölten 2000, ISBN 3-85006-122-1.
- Stockwerkseigentum. Geschichte, Theorie und Praxis der materiellen Gebäudeteilung unter besonderer Berücksichtigung von Rechtstatsachen aus Österreich. Berlin 2007, ISBN 3-428-12294-1.
- mit Ilse Reiter-Zatloukal (Hrsg.): „... das Interesse des Staates zu wahren“. Staatsanwaltschaften und andere Einrichtungen zur Vertretung öffentlicher Interessen. Geschichte, Gegenwart, Perspektiven. Sammelband. Wien 2018, ISBN 3-7046-7956-9.